# Базиано
Базиано (итал. Basiano, ломб. Basian) — коммуна в Италии, в провинции Милан области Ломбардия.
Население составляет 2943 человека (на 2005 г.), плотность населения составляет 714 чел./км². Занимает площадь 5 км². Почтовый индекс — 20060. Телефонный код — 02.
Покровителем коммуны почитается Григорий Великий, празднование 3 сентября.  